# Shan (staat)
Shan (Birmees: ရှမ်းပြည်နယ်, Shan: လိၵ်ႈတႆး) is een staat van Myanmar. De hoofdstad is Taunggyi en de naam Shan is ontleend aan het gelijknamige volk, een van de etnische groepen die er leven. Ook zijn er verschillende gewapende legers aanwezig. Shan telt 5.824.432 inwoners (2014) op een oppervlakte van 155.801 km². Shan is verdeeld in drie substaten (noord, oost en zuid) en kent elf districten.

## Geschiedenis
De staat Shan is de opvolger van verschillende kleinere Shan-staten. Bij de Panglong Conferentie van februari 1947 - een bijeenkomst na afloop van de Tweede Wereldoorlog tussen vertegenwoordigers van de Shan-, Chin- en Kachinvolken enerzijds en Aung San als hoofd van de tijdelijke Birmese regering anderzijds. Sinds januari 1948 is Shan een onafhankelijke staat van Myanmar. Vanaf de jaren 1990 nam invloed vanuit China toe, onder meer door immigratie.

## Geografie
Het grootste deel van Shan bestaat uit het Hoogland van Shan. Hier bevindt zich tevens het Inlemeer. Met name in de Bawdwinmijn wordt zilver, lood en zink geproduceerd.
Op 24 maart 2011 vond een aardbeving plaats met een momentmagnitude van 6,8 in Tarlay (in het oosten van Shan). Er vielen meer dan 70 doden en meer dan 100 gewonden. Er werden 390 huizen, 14 boeddhistische kloosters en 9 regeringsgebouwen beschadigd.

## Religie
De grootste religie in Shan is het boeddhisme, maar er zijn ook grote christelijke en animistische minderheden. 
| Religieuze samenstelling (2014) | Religieuze samenstelling (2014) | Religieuze samenstelling (2014) | Religieuze samenstelling (2014) | Religieuze samenstelling (2014) |
| ------------------------------- | ------------------------------- | ------------------------------- | ------------------------------- | ------------------------------- |
|                                 |                                 |                                 |                                 |                                 |
| Boeddhisme                      | Boeddhisme                      |                                 | 81,7%                           | 81,7%                           |
| Christendom                     | Christendom                     |                                 | 9,8%                            | 9,8%                            |
| Islam                           | Islam                           |                                 | 1,0%                            | 1,0%                            |
| Animisme                        | Animisme                        |                                 | 6,6%                            | 6,6%                            |
| Hindoeïsme                      | Hindoeïsme                      |                                 | 0,1%                            | 0,1%                            |
| Geen/Overig                     | Geen/Overig                     |                                 | 0,9%                            | 0,9%                            |

## Educatie
In Shan bevinden zich verschillende scholen en universiteiten. De belangrijkste universiteit is de Taunggyi Universiteit.